# Talsperre Scheibe-Alsbach
Die Talsperre Scheibe-Alsbach in Scheibe-Alsbach bei Neuhaus am Rennweg im Süden Thüringens wurde 1944 in Betrieb genommen. Sie dient der Niedrigwasseraufhöhung und seit 1986 auch der Trinkwasserversorgung. Betreiber ist die Thüringer Fernwasserversorgung. Gestaut wird die Schwarza.
Der Staudamm ist ein Erddamm aus Schieferton-Material auf Felsuntergrund. Luftseitig wurde im Dammaufbau ein größerer Geröllanteil verwendet als an der Wasserseite. Die Wasserseite ist mit einer zwei Meter dicken Steinschüttung abgedeckt, die Luftseite mit Rasen. Am wasserseitigen Dammfuß wurde der Untergrund mit einem Dichtungsschleier abgedichtet. 
Der Damm wurde von Mai 1938 bis November 1941 geschüttet und im August 1942 begann der Einstau. Kriegsbedingt wurde zunächst nur bis zu zwei Dritteln der Höhe aufgestaut. Der Überlauf, die Hochwasserentlastung, die Trinkwasserentnahme und der Grundablass liegen an der rechten Talseite. Der Uferbereich ist Trinkwasserschutzzone und darf nicht betreten werden.
1992 wurde die Talsperre saniert. Der Stauraum wurde dabei um 100.000 Kubikmeter vergrößert.